# Berenguer Durfort
Berenguer Durfort era ciutadà de Barcelona i pertanyia a la Casa del rei d'Aragó. El 1227 fou nomenat lloctinent del batlle de Barcelona i durant la Croada contra Al-Mayûrqa fou un dels dos batlles nomenats per Jaume I d'Aragó per comissionar els territoris musulmans que se li sotmeteren en nom Ben Ahabet. El 1239 va ser nomenat batle general del Regne de Mallorques, càrrec que exercí fins al 1242. Després retornà a Catalunya i el 1249 fou nomenat paher de la recentment creada institució d'autogovern municipal de Barcelona, el Consell de Cent.